# Mount Thomlinson
Mount Thomlinson – szczyt w Kolumbii Brytyjskiej, w Kanadzie, w paśmie Babine Range. Jego wysokość wynosi 2451 m n.p.m.